# Narty turowe

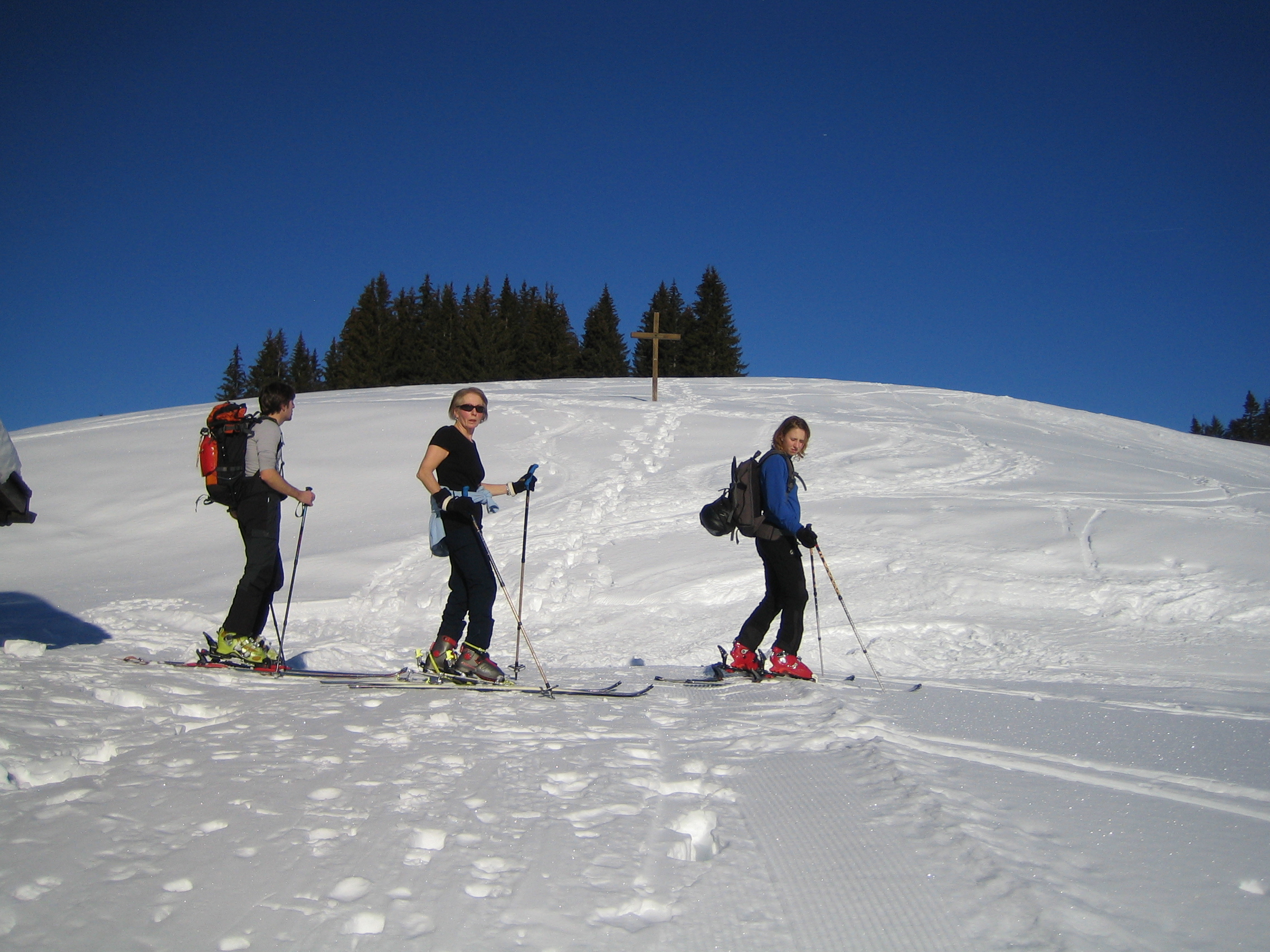
Narciarze na nartach turowych

Narty turowe (ski-turowe) – narty do skituringu, czyli takiego przemieszczania się po terenie górskim, gdzie występują odcinki płaskie, strome podejścia oraz zjazdy. Narty te łączą w sobie funkcjonalność nart zjazdowych oraz biegowych.
Wykorzystuje się narty podobne do zjazdowych, odpowiednio dobrane do wagi narciarza, jego umiejętności i terenu. Do takich nart montuje się specjalne wiązania. Wiązania turowe umożliwiają sztywne zamocowanie pięty buta do narty lub uwolnienie pięty (but jest zamocowany do narty tylko w przedniej części). Możliwe jest też podparcie pięty na pewnej wysokości nad nartą (stosowane przy stromych podejściach). Niezbędną częścią ekwipunku są foki, czyli pasy specjalnej tkaniny (z moheru lub nylonu) o włosach układających się w jedną stronę, zapobiegające cofaniu się narty (dawniej stosowano pasy ze skór fok, stąd nazwa).